# Academia Olimpia

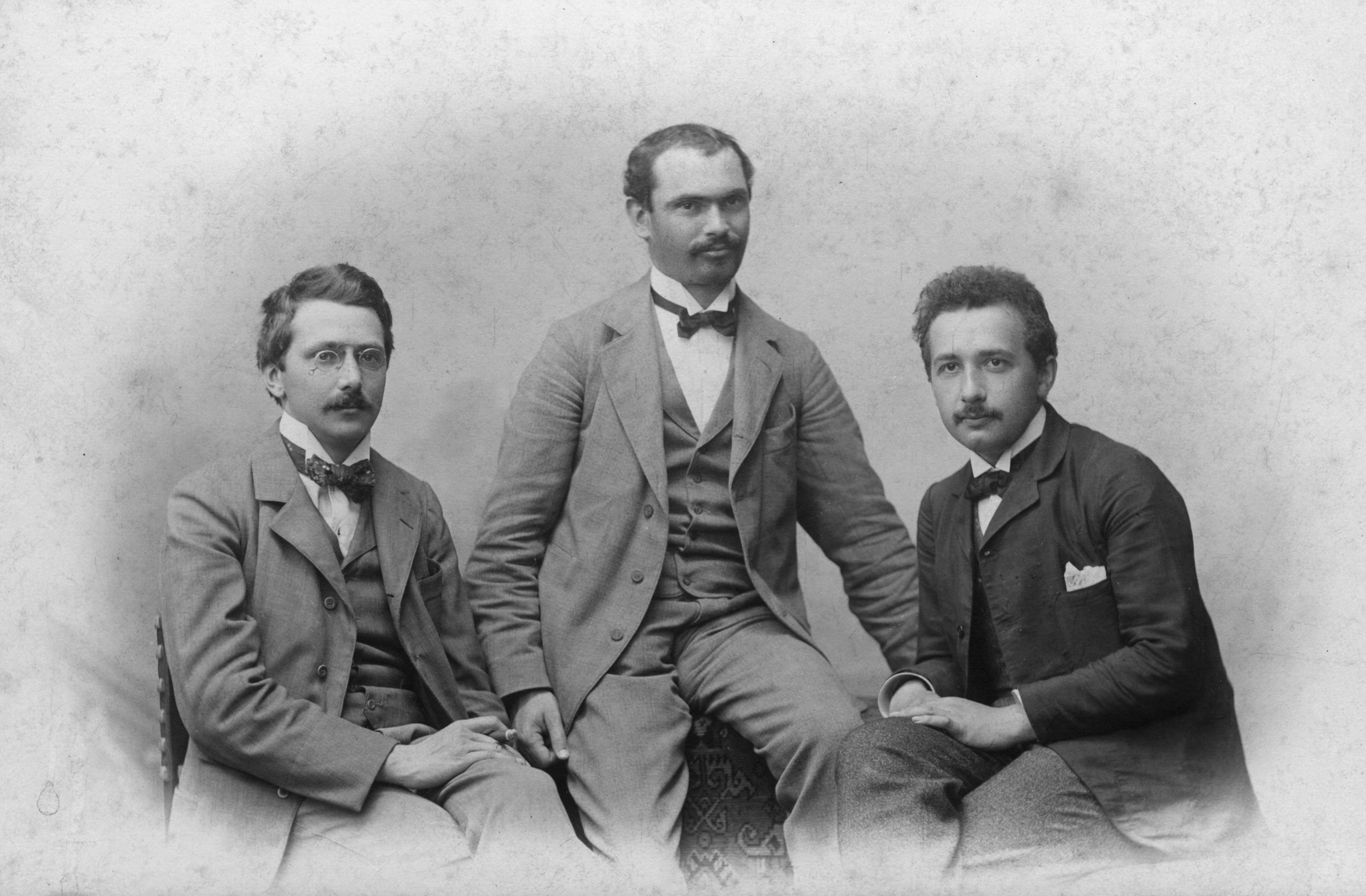
Albert Einstein con sus amigos Conrad Habicht y Maurice Solovine, ca. 1901,dando clases de matemáticas y física para mantenerse económicamente

La Academia Olimpia (Alemán: Akademie Olympia) fue un grupo de amigos de Berna (Suiza), que se reunían para discutir filosofía y física. El grupo fue fundado en 1902 por Albert Einstein, Conrad Habicht y Maurice Solovine y desempeñó un importante papel en el desarrollo intelectual de Einstein.
El origen del grupo se encontraba en la necesidad de Einstein de ofrecer lecciones privadas en matemáticas y física para mantenerse económicamente en 1901, antes que consiguiera un puesto en la oficina de patentes en Berna. Solovine, un estudiante rumano de filosofía, respondió al aviso publicado en el periódico por Einstein, aunque a fin de cuentas ni las tutorías ni el pago se materializó. En vez de eso, los dos empezaron a reunirse regularmente para discutir su compartido interés en física y filosofía. Muy pronto se les unió el matemático Habicht, amigo de Einstein; en 1902 se nombraron a sí mismos la Akademie Olympia, y aunque un amigo ocasionalmente los acompañaría en algunas de sus reuniones, la Academia permanecía esencialmente compuesta por el trío original hasta que Solivine y Habicht dejaron Berna en 1905 y 1904 respectivamente.
El primer libro que Einstein sugirió para leer fue La Gramática de la Ciencia de Karl Pearson. Los tres integrantes discutieron su propio trabajo, pero también trataron libros tales como Analyse der Empfindung de Ernst Mach, Ciencia e Hipótesis de Henri Poincaré, Un sistema de Lógica de John Stuart Mill, Tratado de la Naturaleza Humana de David Hume, y la Ética de Baruch Spinoza. A veces también trataron sobre obras literarias como Don Quijote de la Mancha de Miguel de Cervantes.
A pesar de la breve existencia de la Academia, esta tuvo un efecto duradero en los tres amigos, que permanecieron en contacto a lo largo de sus vidas. Einstein dijo que tuvo un efecto más tarde en su carrera.

## Invitados ocasionales
A veces algunas de las siguientes personas eran invitadas a participar o asistir en la Academia durante una o más sesiones. 
- Paul Habicht, hermano de Conrad Habicht
- Michele Angelo Besso, ingeniero mecánico
- Marcel Grossman, matemático, amigo y compañero de clases de Einstein
- Lucien Chavan, ingeniero eléctrico
- Mileva Maric, la primera esposa de Einstein y estudiante en ETH Zúrich. Según Solovine ella solo observaba las discusiones sin participar.